# Granträsket (Arvidsjaur oost)
Granträsket, Samisch: Guossure, groot moerasmeer, is een meer in Zweden, in de gemeente Arvidsjaur. Als de omliggende moerassen tot het meer worden gerekend bedraagt de oppervlakte ongeveer 2 km².